# 笠原信為
笠原 信為（かさはら のぶため、生年不詳 - 弘治3年7月8日（1557年8月12日））は戦国時代の武将。相模の戦国大名北条家の家臣。父は笠原信隆（のぶたか）。子に康勝、康明、義為。孫に照重、広定。

## 人物
武蔵国橘樹郡小机城城代。大曾根城主。官途は越前守。文化的教養もあり、和歌・漢詩に精通して造詣が深かった。
北条早雲、氏綱、氏康の3代にわたって仕えた宿老で、北条氏綱の時代には五家老を務め配下の小机衆を率いて、重用された。
大永6年11月12日（1526年12月15日）の鶴岡八幡宮の戦いの際に里見義豊によって鶴岡八幡宮が焼き討ちを受けたため、その再建のために造営総奉行を命じられると、同じく総奉行の大道寺盛昌、材木奉行の北条綱成や与力の間宮康俊、蒔田城城主・吉良頼康とともに普請にあたっている。
また享禄2年（1529年）、早雲寺殿（北条早雲）の御茶湯料として熊野堂5貫文を雲松院に寄進している。
享禄4年（1531年）に小机領が北条為昌の管轄になった後も引き続き小机城代の地位は維持され、為昌の補佐役に任命された。天文11年（1542年）に為昌が死去した後、小机領の管轄は北条幻庵の管轄になるが、その下でも引き続いて城代の地位は維持されている。
天文15年（1546年）12月、所領の一部と家督を嫡子・康勝に譲って隠居する。
弘治3年（1557年）7月8日に死去した。ただし、6月8日（7月4日）に死去とする説もある（『異本小田原記』）。法名は乾徳院殿雲松道慶庵主。